# 헤르쿨라네움

79년 베수비오산 분화의 영향권: 검은색 구름은 화산재와 분석(噴石)의 분포지를 나타낸다.

헤르쿨라네움(Herculaneum)은 고대 로마의 도시로, 현재 이탈리아 캄파니아주 에르콜라노에 위치한다. 현재는 유적의 일부가 유료로 공개되고 있다. 폼페이, 스타비아에, 오플론티스와 함께 서기 79년 8월 24일에 시작된 베수비오산의 분화에 의해 없어진 것으로 유명하다.